# Korup
 For alternative betydninger, se Korup (flertydig). (Se også artikler, som begynder med Korup)
Korup er en bydel i Odense NV, beliggende 9 km nordvest for centrum. Mod øst er den vokset sammen med Villestofte og dermed Odense via bebyggelsen langs Rugårdsvej, og mod vest er den vokset sammen med bydelen Slukefter.
Korup hører til Korup Sogn, og Korup Kirke ligger i Gammel Korup, 2 km nord for Korups centrum.

## Faciliteter
Korup Skole har ca. 600 elever, fordelt på 0.-9. klassetrin i 2-3 spor. Derudover er der en permanent heldagsafdeling til 60 elever med nedsat funktionsevne. Der er SFO for elever i 0.-3. klasse. Fra 4. klasse kan eleverne gå i Tarup Ungdomsskoles klub, der ligger i Korup, og fra 8. klasse kan eleverne melde sig til ungdomsskolen.
Korup Kultur- og Idrætscenter har to haller, bevægelsesrum med springgrav og to mødelokaler. Centret rummer også bibliotek og lokalarkiv. Grævlingehuset er et fælleshus for lokalområdets ældre og pensionister.
Idrætscentret benyttes bl.a. af Korup Idrætsforening (KIF), der tilbyder 8 forskellige idrætsgrene, samt en volleyballklub. Af andre foreninger kan nævnes jagtforening, kunstforening, folkedansere og sangkor. Bydelen har eget bycentrum med flere dagligvareforretninger og lægehus. Korup hører til postdistriktet 5210 Odense NV.

## Historie
Korup bestod oprindeligt kun af kirkelandsbyen Korup, der nu kaldes Gammel Korup. Den ligger 1½ km øst for landsbyen Trøstrup og er også på landkort betegnet som "Trøstrup Korup" fordi der var mindst 3 andre landsbyer med navnet Korup i Danmark.
Landsbyen nævnes tidligst i 1288 som Korøpe og i 1383 som Kordrup.
Korup bestod i 1682 af 13 gårde, 7 huse med jord og 11 huse uden jord. Den dyrkede jord udgjorde 344,7 tønder land og var skyldsat til 76,43 tdr hartkorn. Korup havde 6 vange, hvoraf de to sydligste – der overvejende var dækkede af krat og skov – havde rotationen 2/2. Landsbyen blev udskiftet i 1785.
Omkring år 1900 havde byen kirke, præstegård, skole og andelsmejeri. I 1950'erne havde byen kirke, præstegård, skole med sognebibliotek og forskole.

### Skolen
Korup fik i 1720'erne en af Frederik IV's rytterskoler. Den fungerede indtil 1955, hvor man indviede den nye Korup Skole, men den var til sidst i meget dårlig stand. Den nye skole har afspejlet Korups voksende indbyggertal. Skolen måtte udvides i 1967 og igen i 1976, hvor den havde over 900 elever. I 1991 blev en tilbygning til SFO'en taget i brug, og i 2003 åbnede heldagsafdelingen i nybyggede lokaler. Ved en modernisering og tilbygning i 2009 blev heldagsskolen udvidet, og der blev etableret pædagogisk servicecenter.

### Jernbanen
Nordvestfyenske Jernbane (1911-66) anlagde station på åben mark 2 km syd for kirkelandsbyen. Umiddelbart kom der ikke nævneværdig bebyggelse omkring Korup Station; derimod kom der spredt bebyggelse langs Rugårdsvej, hvor der bl.a. lå et mejeri. Det meste af Korups vækst har fundet sted efter banens tid.
Stationsbygningen er bevaret på Åbakkevej 52. Banetracéet er bebygget gennem Korup, men øst for Åbakkevej er det bevaret som den asfalterede cykel- og gangsti Langesøstien, der går mod sydøst til Odense – stien følger dog ikke banetracéet gennem Villestofte.